# Babœuf
Babœuf ist eine französische Gemeinde mit 514 Einwohnern (Stand: 1. Januar 2022) im Département Oise in der Region Hauts-de-France. Sie gehört zum Kanton Noyon und zum Gemeindeverband Pays Noyonnais.

## Geografie
Babœuf liegt im Pays Noyonnais etwa 34 Kilometer nordöstlich von Compiègne an der Oise. Umgeben wird Babœuf von den Nachbargemeinden Béhéricourt im Norden und Nordwesten, Grandrû im Norden, Mondescourt im Nordosten, Appilly im Osten, Brétigny im Süden und Südosten, Varesnes im Süden und Südwesten sowie Salency im Westen.

## Bevölkerungsentwicklung
| Jahr                       | 1962 | 1968 | 1975 | 1982 | 1990 | 1999 | 2006 | 2018 |
| -------------------------- | ---- | ---- | ---- | ---- | ---- | ---- | ---- | ---- |
| Einwohner                  | 436  | 423  | 357  | 510  | 589  | 532  | 476  | 515  |
| Quellen: Cassini und INSEE |      |      |      |      |      |      |      |      |

## Sehenswürdigkeiten
- Kirche Saint-Nicolas (siehe auch: Liste der Monuments historiques in Babœuf)